# 正向系統
正向系統（Positive systems）是指一種系統，在給定正的初始值下，其狀態變數不會是負的。在一些實務應用中常會用到正向系統，因為這些變數表示實際的物理量，而這些物理量（如濃度、水位、高度等）不會為負值。
正向系統在控制系統的設計中相當重要。例如漸近穩定的正向线性时不变系统可以使用對角二次的李亞普諾夫函數，這在李亞普諾夫分析上的數值追蹤性更好。
在狀態觀測器設計中也需考慮系統是否是正向系統，因為一般的狀態觀測器（例如龍貝格觀測器）可能會出現不合理的負值。

## 正向的條件
連續時間線性系統{\displaystyle {\dot {x}}=Ax}為正向系統，若且唯若A是梅茲勒矩陣。
離散時間線性系統{\displaystyle x(k+1)=Ax(k)}為正向系統，若且唯若A是非負矩陣。